# Mayim Bialik
Mayim Hoya Bialik (født 12. december 1975) er en amerikansk skuespiller med Ph.D. i neurovidenskab. Hun er kendt for sine roller som Blossom Russo i NBC's Blossom (1990–1995) og som Amy Farrah Fowler i CBS's The Big Bang Theory, for hvilken hun blev nomineret til Primetime Emmy Award for Outstanding Supporting Actress in a Comedy Series.

## Tidlige liv og uddannelse
Bialik blev født i San Diego, Californien, som datter af Barry Bialik og Beverly (Winkelman). Hendes bedsteforældre emigrerede fra Polen, Tjekkoslovakiet og Ungarn i de sene 1930'ere. Hayim Nahman Bialik, Israels nationaldigter, var Mayim Bialiks tipoldefars onkel. Bialik blev opdraget i reformjødedommen. Hendes fornavn betyder "vand" på hebræisk.
Bialik gik på Walter Reed Junior High School i North Hollywood, Californien. Hen mod slutningen af Blossom valgte hun at indskrive sig ved UCLA, selvom hun også havde fået plads ved både Harvard og Yale. Hun sagde i den forbindelse, at hun gerne ville være tæt på sine forældre og ikke havde lyst til at flytte til Østkysten. Hun fik i 2000 en bachelorgrad i neurovidenskab, hebræisk og judaistik og forsatte med PhD-programmet i neurovidenskab. 
Hun tog en pause fra studierne i 2005 for at vende tilbage til skuespillet. Bialik færdiggjorde sin Ph.D. i 2007. Hendes afhandling var en undersøgelse af aktivitet i hypothalamus hos patienter med Prader-Willi syndrom.